# Scuola di volo senza motore

Il campo di fortuna di Bovolone

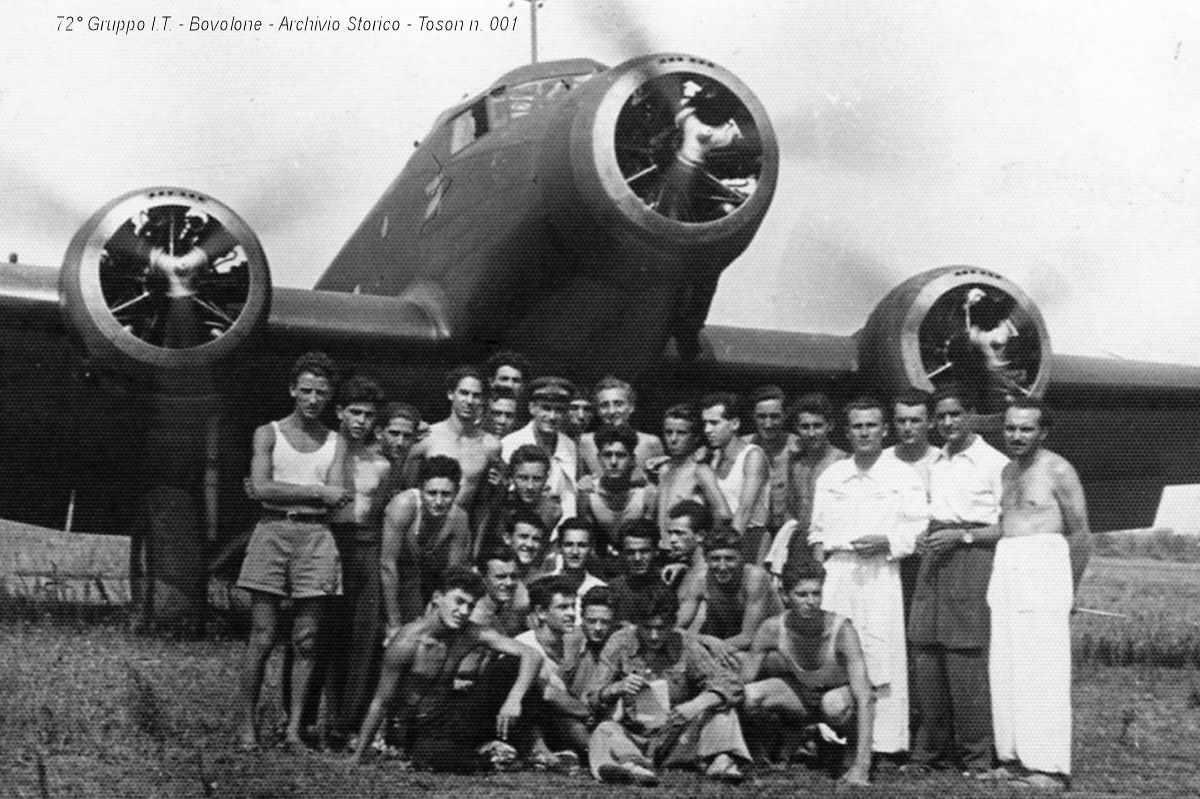
Fine agosto 1943; un Savoia-Marchetti S.M.81 atterrato sul campo con l'ultimo corso di allievi prima della chiusura della scuola.

La Scuola di Volo a Vela di Bovolone, citata anche come Scuola di Volo senza Motore, fu una delle 35 sedi create e gestite per la diffusione del volo veleggiato dal regime fascista a partire dal 1928, quando fu fondata la prima a Pavullo nel Frignano (Modena).
La scuola ebbe sede nel "Campo di Fortuna" di Bovolone, al di là del Dosso dei Baldoni, sulla strada che da Bovolone conduce ad Oppeano. L'unità operativa della Scuola, il Reparto Alianti era intitolato a "E. Barbieri".

## Attività
Le attività delle scuole erano gestite da un'organizzazione paramilitare della Gioventù Italiana del Littorio (GIL),  che operava su una massa imponente di giovani fra i 15 e i 18 anni suddivisi in categorie organizzate a seconda dell'età, selezionando fra migliaia di associati quelli entusiasti dell'Aeronautica e quindi predisposti a servire l'Arma Azzurra, allo scopo di convogliare, armonizzare e coordinare entusiasmi e intenti, su aspetti più concreti e utili ai fini della difesa nazionale e specificamente aeronautica.
L'organizzazione premilitare, resa obbligatoria nel 1934 con apposita legge, suddivideva in tre settori i giovani prossimi agli obblighi di leva, destinandoli potenzialmente a ciascuna Forza Armata, dando loro, dopo la selezione, un'istruzione premilitare più specifica e congeniale.
La G.I.L. Pre-Avieri organizzava per l'Aeronautica una serie di corsi di specializzazione destinati ai fini aeronautici: motoristi, elettricisti, fotografi, radiotelegrafisti, ecc, integrati da corsi di volo a vela e di cultura aeronautica. Per questo venne creata una vasta e ramificata organizzazione per l'istruzione pre-aeronautica, che nel 1938 aveva in forza circa 20.000 giovani, 600 dei quali conseguirono poi il brevetto di pilota di aliante.
Nel 1939 si ebbero cambiamenti gestionali con il passaggio delle competenze alla Reale Unione Nazionale Aeronautica (RUNA) e la riduzione delle scuole basiche a 10. Nel 1940, infatti,  prima dell'entrata in guerra, le scuole di volo librato (o scuole di volo senza motore), che svolgevano corsi periodici erano dislocate a: Casabianca (Torino), Bovolone (Verona), Poggio Renatico (Ferrara), S.Caterina (Udine), Vizzola Ticino (Varese), Taliedo (Milano), Montecorvino Rovella (Salerno), Frosinone, Monserrato (Cagliari).

## Organizzazione
L'attività della Scuola è documentata a partire dal settembre del 1938 (Reparto Alianti "E. Barbieri") con la direzione affidata al sergente maggiore Giuseppe Toson, sotto la cui guida conseguirono il brevetto di volo a vela iniziale più di tremila giovani, e con i quali volarono anche, come allievi, Amedeo di Savoia, duca d'Aosta e il tenore Michelangelo Verso, allora diciassettenne.
Il Toson si avvaleva di tre aiuto-istruttori che operavano con alianti di vario tipo tra cui lo "Zoegling", alcuni modelli dell'Aeronautica Bonomi tra cui il B.S. 17 Allievo Cantù, il CVV 2 Asiago, il "CAT 20" ed altri modelli. Era probabilmente presente anche un velivolo rimorchiatore del tipo Caproni Ca.100.
La scuola di Bovolone dipendeva direttamente dalla sede centrale della RUNA e quindi i corsi erano svolti a carattere convittuale.

## Corsi di volo a vela
Presso la scuola era possibile conseguire i brevetti di volo a vela tipo "A" e "B". Il corso di pilotaggio basico (tipo "A"), consisteva nel far eseguire agli allievi delle strisciate. In pratica brevi corse dei libratori con il pattino che scorreva sul terreno, poi, con l'incremento graduale della velocità e dopo che i neo piloti avevano preso confidenza con la risposta e l'uso dei comandi, decollavano per tratti rettilinei di circa 300 metri.

Quando invece si trattava di conseguire il brevetto "B" agli allievi che rifrequentavano la scuola l'anno successivo al primo titolo, dovendo essi rimanere in volo almeno 1 minuto con virate a destra e a sinistra, gli apparecchi dovevano essere lanciati per le prove di fine corso a circa 100 metri di altezza e, pertanto, solo il verricello era in grado di far raggiungere quella quota. Come già detto oltre tremila giovani conseguirono il brevetto tipo "A" e circa 60 giovani quello tipo "B".
Il programma addestrativo per i corsi di volo a vela per la GIL era stato messo a punto da uno studio del prof. Gino Cassinis del Centro Studi ed Esperienze per il Volo a Vela "Liberato De-Amici" del Regio Politecnico di Milano che permetteva il conseguimento del brevetto A, necessario per l'accesso alle scuole di volo veleggiato e con velivoli senza motore per il conseguimento del brevetto B e C..
I veleggiatori erano lanciati mediante un cavo di acciaio avvolto velocemente in un tamburo rotante (verricello) mosso da un motore a scoppio ed con il classico traino dell'aliante con un aereo rimorchiatore.

Oltre ai giovani della provincia furono indirizzati a Bovolone anche allievi provenienti da Mantova, Rovigo, Ferrara ed oltre, come Chieti e Pola. Il corso della durata di un paio di settimane si concludeva con il superamento di un esame condotto da una commissione della RUNA.
A seguito di un'ulteriore ristrutturazione nel 1943 le scuole in attività (basiche ed avanzate) erano quelle di Vergiate, Bovolone, Moncalieri, Casabianca, Pavullo nel Frignano (perfezionamento), Taliedo, Govone, Udine/S. Caterina, Asiago, Marcigliana.
L'attività della scuola di volo a vela di Bovolone cessò l'8 settembre 1943 con l'armistizio.